# Koïn
Pour les articles homonymes, voir Koin (homonymie).
Koyi ou Koïn est une ville et une sous-préfecture de Guinée, rattachée à la préfecture de Tougué et la région de Labé.

## Population
En 2016, le nombre d'habitants est estimé à 14 940, à partir d'une extrapolation officielle du recensement de 2014 qui en avait dénombré 13 963.